# Черкаси (аеропорт)
Міжнаро́дний аеропо́рт «Черка́си» (IATA: CKC, ICAO: UKKE) — аеропорт у Черкасах, розташований на західній околиці міста. Аеропорт має статус міжнародного (з 2009), але він використовується головним чином для внутрішніх рейсів. Має єдину злітно-посадкову смугу, що здатна приймати будь-які типи літаків, від пасажирських до вантажних масою до 190 тон (Іл-12, Іл-18, Іл-76, Ту-134, Ту-154, Як-42, Ан-2, Ан-22).

## Історія

Старий аеровокзал
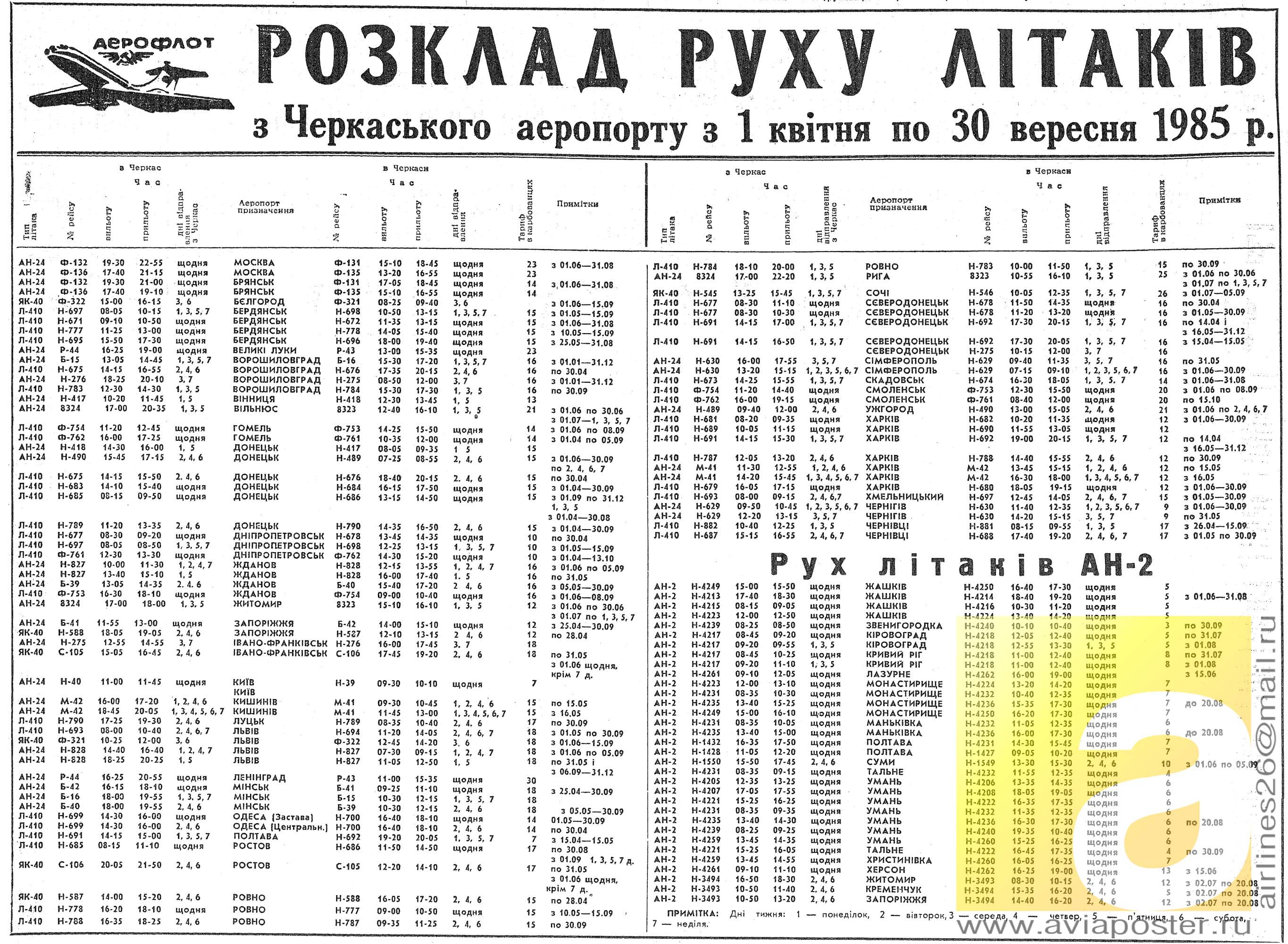
Розклад руху літаків з Черкаського аеропорту 1985

У 1984 аеропорт став одним з найбільших в УРСР, мав статус міжнародного, обслуговував до 80 рейсів за добу, приймав літаки до 185,5 тонн.
У 1992 втратив статус міжнародного та припинив приймати міжнародні рейси. З 1 500 співробітників керівництво залишило на робочих місцях лише тих, хто обслуговував чартерні рейси та аварійні посадки.
Аеропорт припинив приймати літаки в 1997, але остаточно був закритий в 2001 через проблеми з фінансуванням.
29 березня 2007 отримав новий сертифікат і 7 травня відновив свою роботу — в аеропорту приземлився випробувальний літак «Бічкрафт Б-350», що прибув з аеропорту «Бориспіль» для проведення діагностики злітно-посадкової смуги. У 2007-2009 аеропорт був реконструйований, суттєво відновились злітна смуга та аеровокзал.
Станом на 2011 рік аеропорт не працював за призначенням. Причиною цього була близькість аеропорту «Бориспіль» (200 км). Крім того «Черкаси» вважалися запасним на випадок непередбачених ситуацій та поганих погодних умов в «Борисполі».
У 2016 була розроблена урядова програма по відновленню місцевих аеропортів, згідно з якою Черкаський аеропорт передається до Міністерства інфраструктури і буде належати Черкаській обласній раді, на його відновлення виділяють 90 млн грн із державного бюджету, 10 млн грн з Міністерства інфраструктури та 500 тис. грн із обласного бюджету.
У 2018 планувався ремонт ЗПС, на який було виділено більше 100 млн. грн. Поточний стан ЗПС в сюжеті
У серпні 2018 тривали землемірні та геодезичні роботи, а згодом ― в роботу пішли фрези для зрізання старого покриття.
У середині липня 2019 року планувалося проведення сертифікації й тестовий політ літаків типу Airbus і Boeing.

## Ремонтні роботи
Визначено переможця тендеру по ремонту ЗПС. Вартість відновлення становить понад 124 млн. грн.

## Персоналії
В різні роки в аеропорту працювали такі видатні працівники авіації, як О. А. Зеленько, В. І. Гах, С. П. Алєксєєв та інші.

## Цікаве
На території аеропорту в 1971 знімали радянський фільм «Дозвольте зліт!», який увійшов до історії радянського кінематографа як перший радянський фільм про авіацію з використанням каскадерських трюків та спецефектів.